# Paris-Roubaix de 1912
A 17.ª edição da Paris-Roubaix teve lugar a 7 de abril de 1912 e foi vencida pelo francês Charles Crupelandt.

## Classificação final
| Posição | Ciclista           | Equipa         | Tempo      |
| ------- | ------------------ | -------------- | ---------- |
| 1       | Charles Crupelandt | La Française   | 8h 30' 30" |
| 2       | Gustave Garrigou   | Alcyon         | m. t.      |
| 3       | Maurice Leturgie   | Automoto       | m. t.      |
| 4       | Octave Lapize      | La Française   | m. t.      |
| 5       | Odiel Defraye      | Alcyon         | m. t.      |
| 6       | Jules Masselis     | Alcyon         | m. t.      |
| 7       | Charles Deruyter   | Peugeot-Wolber | m. t.      |
| 8       | Joseph van Daele   | JB Louvet      | + 6' 00"   |
| 9       | Eugène Platteau    | -              | m. t.      |
| 10      | Paul Deman         | -              | m. t.      |